# Distichophyllum subminutifolium
Distichophyllum subminutifolium là một loài Rêu trong họ Hookeriaceae. Loài này được (Broth. & Geh.) M. Fleisch. mô tả khoa học đầu tiên năm 1922.